# Sinnington
Sinnington is een civil parish in het bestuurlijke gebied Ryedale, in het Engelse graafschap North Yorkshire met 287 inwoners.